# Nelly Frijda
Nelly Frijda   (Amsterdam, 4 de maig de 1936) és una actriu, actriu de veu, artista de cabaret i política neerlandesa.

## Joventut i educació
Frijda va néixer a Amsterdam, filla de Johannes Wiegel i Alida van Moorsel, i va créixer en una família SDAP al barri Rivierenbuurt. Va assistir al Montessori Lyceum Amsterdam (LAM) i al Liceu Spinoza. Després va anar a l'Acadèmia de Teatre i Dansa. Va fugir de casa quan tenia disset anys d'edat i va anar a viure independentment a Bloemgracht. Frijda va ser expulsada de l'acadèmia després de tres mesos, segons les seves pròpies paraules «per comportament antisocial, falta d'imaginació i falta de talent».

## Carrera d'actriu
Frijda va debutar l'any 1955 al cabaret de Wim Kan, i va formar part del Cabaret Ratjetoe amb, entre d'altres, Rinus Ferdinandusse i Berend Boudewijn. Després va aparèixer en obres de teatre i musicals. Va aparèixer en una vintena de pel·lícules (incloses quatre de Pim de la Parra i en Moutarde van Sonansee de Toon Hermans) i en diverses sèries de televisió. També ha doblat al neerlandès diverses pel·lícules i sèries, com ara la bruixa marina Ursula a La sireneta i Zira a El rei lleó II: l'orgull de Simba.

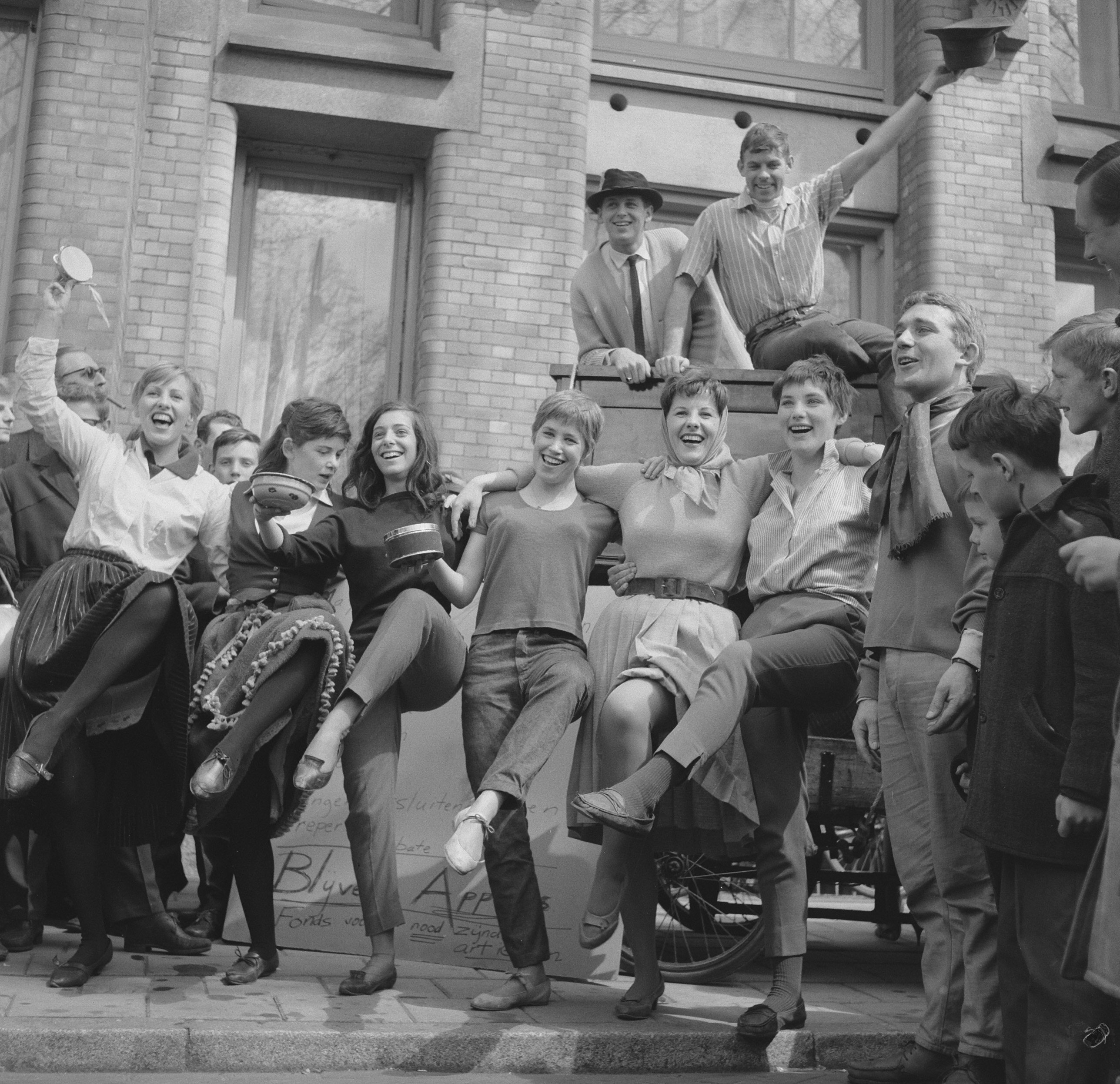
ABC cabaret (1962), amb Nelly Frijda (la dona més a l'esquerra)

Frijda és més coneguda pel públic en general com «Ma Flodder» de les tres pel·lícules i sèries de televisió dels Flodder del mateix nom. Va interpretar aquest paper des del 1986 fins al 1997. L'últim episodi es va emetre el 1999.
El 2012, Frijda es va acomiadar de l'escenari. El 2015 es va parlar d'un retorn. Tanmateix, això no va passar per motius de salut.

## Carrera política
El 1997, Frijda va fer campanya contra la controvertida construcció de la línia 52 del metro, més coneguda a Amsterdam com a Noord/Zuidlijn. Quan els treballs d'excavació del 2008 van provocar un greu enfonsament de cases al Vijzelgracht, va presentar el 10 de desembre de 2009 el partit polític Red Amsterdam (Salvem Amsterdam), que havia fundat junt amb l'advocada Nelleke van 't Hoogerhuijs. El punt important del programa era aturar la construcció del Noord/Zuidlijn i, per extensió, aturar tots els costosos plans de prestigi a Amsterdam; com ara el desenvolupament del Zuidas (Eix Sud), la segona resclosa del mar, les ubicacions dels habitatges 2 i 3 del barri residencial IJburg, i el desig de portar els Jocs Olímpics a Amsterdam. El partit va guanyar un escó a les eleccions municipals del 2010. Frijda va quedar segon a la llista però va ser escollida amb vots preferents. Va formar part del consell municipal durant un any, fins al març de 2011. En el seu comiat, els discursos recollits de Frijda a l'ajuntament, titulats «Ik dacht dat een kunstschouw een nep-open haard was» (Pensava que una mostra d'art era una llar de foc falsa), es van presentar a l'alcalde Eberhard van der Laan. El membre del partit i exregidor del PvdA, Pitt Treumann, va ocupar posteriorment l'escó del consell municipal de Red Amsterdam, també per un període d'un any.
Del 2012 al 2014, Roderic Evans-Knaup va ser el regidor d'aquest partit.

## Vida personal
El 13 de maig de 1959, Frijda es va casar amb el psicòleg neerlandès Nico Frijda, amb qui va tenir una filla i dos fills. Aquest matrimoni es va dissoldre el 21 d'agost de 1975; Frijda va continuar utilitzant el cognom del seu exmarit, perquè tothom ja coneixia aquest nom.

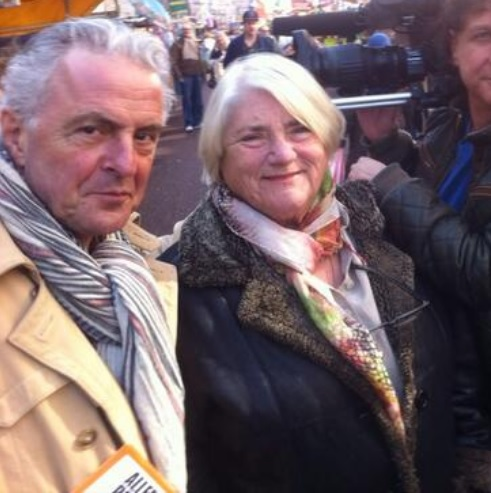
Frijda junt amb l'actor neerlandès Huub Stapel

Es va involucrar en el moviment feminista a la dècada del 1960 i va viure amb Annemarie Grewel durant deu anys després del seu divorci. Va viure molts anys al Prinsengracht, però als 79 anys d'edat es va traslladar a un centre d'atenció residencial al barri Jordaan.
El seu segon fill, Michael Frijda, és timoner de navegació interior i també autor; va escriure la novel·la Ritselingen, que va ser finalista per al Libris Literatuur Prijs (Premi de literatura Libris). El seu altre fill viu amb la seva família al Japó.

## Filmografia (selecció)
- Moutarde van Sonansee (1959), Caroline Tulipe
- Rubia's Jungle (1970), periodista[9]
- Mijn nachten met Susan, Olga, Julie, Piet en Sandra (1975), Piet
- Keetje Tippel (1975), rentadora de cabells
- A Question of Silence (1982), Annie
- Flodder (1986), Ma Flodder
- Als in een Roes (1986), prostituta
- The Little Mermaid (1989), Ursula (doblatge al neerlandès)
- Han de Wit (1990), mare
- Eline Vere (1991), Sra. Verstraeten
- The Johnsons (1992), tia de Peter
- Flodders in America (1992), Ma Flodder
- Just Friends (1993), paper desconegut
- Flodder 3 (1995), Ma Flodder
- Balto (1995), grandma (doblatge al neerlandès)
- The Little Mermaid (sèrie de televisió, 1997), Ursula (doblatge al neerlandès)
- Flodder (sèries de televisió, 1993-1999), Ma Flodder
- Mijn Franse tante Gazeuse (1997), alcaldessa
- Mulan (1998), casamentera (doblatge al neerlandès)
- The Lion King II: Simba's Pride (1998), Zira (doblatge al neerlandès)
- Help! I'm a Fish (2000), tia d'Anna (doblatge al neerlandès)
- Monsters, Inc. (2001), Roz (doblatge al neerlandès)
- Alice in Glamourland (2004), mare d'Alice
- Madagascar: Escape 2 Africa (2008), Nana (doblatge al neerlandès)
- Kinderen geen bezwaar (2010), Elly de Mol
- Monsters University (2013), Roz (doblatge al neerlandès)